# Når du ser et stjerneskud
"Når du ser et stjerneskud" (engelsk: When You Wish Upon A Star) er en populær sang fra Disney-filmen Pinocchio fra 1940, hvor den bliver sunget af Jesper Fårekylling først og sidst i filmen. Den er skrevet af Ned Washington og Leigh Harline og har dansk tekst af Mogens Dam. Victor Cornelius lagde dansk sangstemme til Jesper Fårekylling; Ove Sprogøe lagde talestemme til.
Sangen vandt prisen "Oscar for bedste sang" i 1940, og den blev kendingsmelodi for Disney og blev brugt i åbningssekvenserne i Disneys tv-serier og i Walt Disney Pictures' åbnings logos. Skibene fra Disney Cruise Line, "Disney Wonder" og "Disney Magic", bruger de syv første toner i melodien til hornsignal.
American Film Institute satte "When You Wish Upon A Star'" som nummer 7 på deres "100 Greatest Songs in Film History"-liste. Det er det højeste for en Disney-sang.
I Sverige, Norge og Danmark er sangen blevet en julesang, der refererer til salmen "Stjernen over Bethlehem" og bliver brugt i det årlige Disneys Juleshow, der bliver sendt hver jul. Showet samler familien og er blevet en enorm skandinavisk tradition.
Sangen spiller en rolle i Steven Spielbergs film Nærkontakt af tredje grad, og derfor citerer John Williams "Når du ser et stjerneskud" i temaet.